# Indianapolis Motor Speedway
L'Indianapolis Motor Speedway est un circuit automobile américain situé à Speedway (Indiana), une petite ville enclave entourée par Indianapolis, la capitale de l'État. Il s'agit de la deuxième plus ancienne piste de compétition automobile dans le monde après celle de Milwaukee Mile.
Le circuit accueille, entre autres, les fameux 500 miles d'Indianapolis, une autre manche des IndyCar Series se déroulant sur le tracé routier et le Grand Prix Red Bull Indianapolis de MotoGP, Moto2 et Moto3.

## Historique
Le « Speedway » d'Indianapolis existe depuis 1909 (premier vainqueur « Cannon Ball » Baker) et il a été, historiquement, le premier aménagement pour les courses automobiles à porter ce nom. C'est une piste ovale, de forme rectangulaire à la base, et d'une longueur de 2,5 milles (4,02 km). Ses dimensions sont demeurées inchangées depuis sa création. Selon les standards américains la piste est relativement peu relevée dans ses quatre virages.
La première édition des 500 miles d'Indianapolis s'y est déroulée le 30 mai 1911. Le vainqueur en fut Ray Harroun, à la moyenne de 120,06 km/h.
En 1927, le circuit fut racheté par Eddie Rickenbacker, l'as de l'aviation de la Première Guerre mondiale, qui le dirigea jusqu'à sa fermeture temporaire durant les quatre années de la Seconde Guerre mondiale. Après avoir été dans l'impossibilité de rénover le circuit, Rickenbacker a vendu celui-ci définitivement à Wilbur Shaw en 1947.
Le circuit routier intérieur, appelé « Infield road course», aménagé pour accueillir la Formule 1 en 2000, inclut des parties de l'ovale pour créer une piste de 4,192 kilomètres (2,6 mi). L'ensemble des installations couvre aujourd'hui une superficie de 559 acres, presque le double de la surface sur laquelle le Speedway fut bâti à l'origine (226 ha). Avec une capacité d'accueil de 400 000 spectateurs dont 257 325 spectateurs assis, l'Indianapolis Motor Speedway constitue la plus grande enceinte sportive du monde, celle-ci est généralement reconnue comme l'une des plus célèbres et des plus prestigieuses dans l'histoire du sport automobile.
Le Speedway d'Indianapolis a été inscrit sur le Registre national des lieux historiques (« Registre national des sites historiques ») en 1975, et a été classé monument historique en 1987. Il demeure, à ce jour, le seul lieu lié à la compétition automobile à avoir reçu un tel statut.
Au 3 juillet 2006, un total de 222 courses automobiles ont été organisées (depuis le 19 août 1909) sur l'Indianapolis Motor Speedway. Elles ont vu la victoire de 122 pilotes différents. En ayant remporté le Grand Prix des États-Unis de Formule 1 pour la cinquième fois en 2006, l'Allemand Michael Schumacher détient le record du plus grand nombre de victoires sur l'Indianapolis Motor Speedway, quelle que soit la catégorie de compétition.
Les cinq victoires de Schumacher ont été obtenues sur le circuit routier. A. J. Foyt, Al Unser, Rick Mears et Hélio Castroneves ont chacun triomphé à quatre reprises lors des 500 miles d'Indianapolis, épreuve disputée sur l'ovale, tandis que Jeff Gordon a remporté quatre fois le Allstate 400 at The Brickyard, toujours sur l'ovale.

### Histoire des débuts

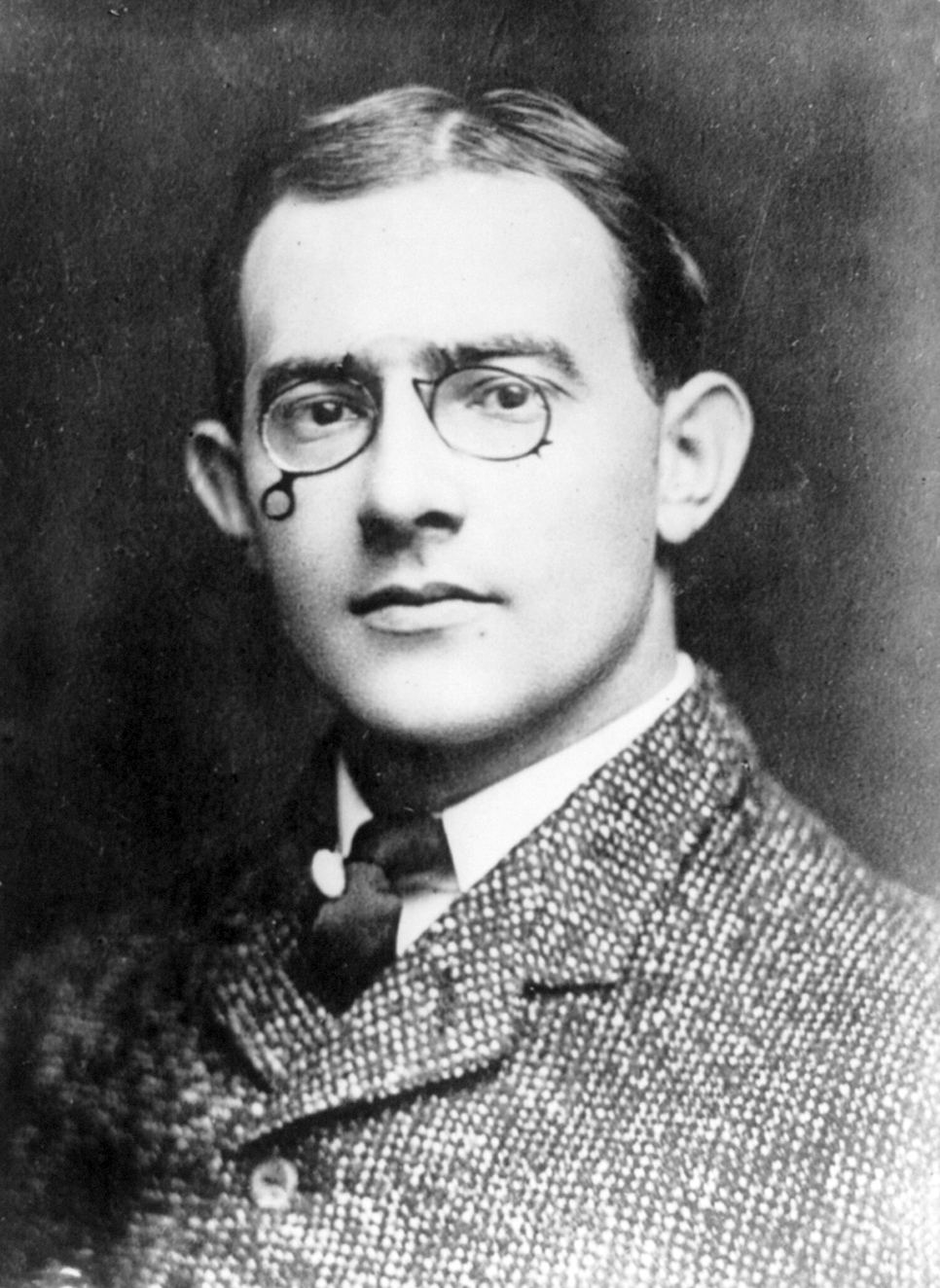
Carl Graham Fisher, cofondateur et premier président de l'Indianapolis Motor Speedway.

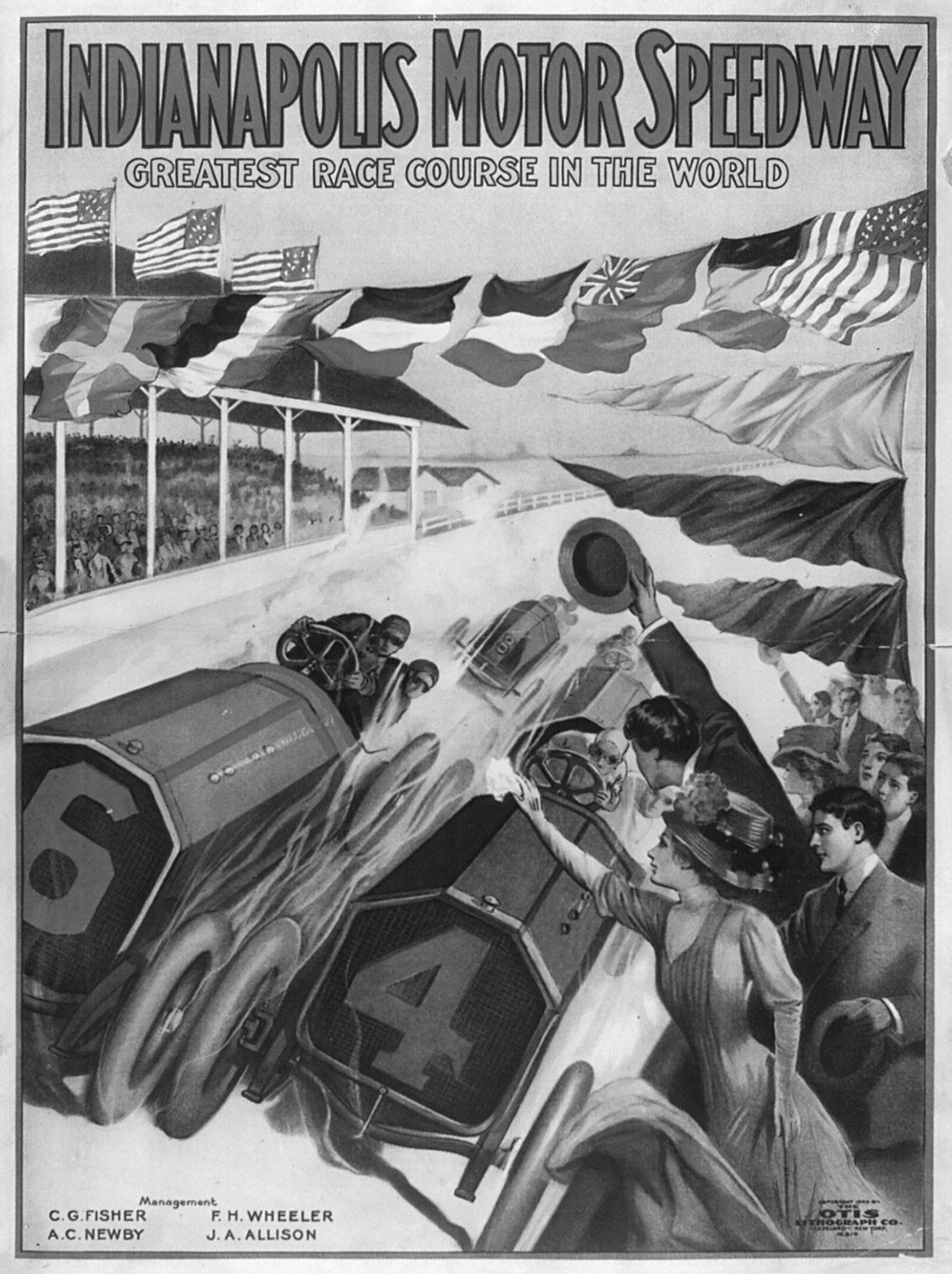
Affiche de 1909.

Lors de la première course organisée sur le Speedway, en août 1909, la fête tourna au drame en raison de la surface de la piste, constituée de gravier et de goudron, qui se délita. Il y eut de terribles blessures parmi les pilotes et les spectateurs. Des voitures prirent feu, il y eut des morts, et la course fut arrêtée alors que les pilotes n'avaient effectué que la moitié du parcours (5 milles (8,05 km)). Louis H. Schwitzer (en) fut déclaré vainqueur devant douze mille spectateurs.
L'industrie automobile et Carl G. Fisher (1874-1938), ancien pilote, entrepreneur et un des principaux investisseurs, répondirent aux problèmes de sécurité en pavant le circuit dès l'automne 1909 et en seulement 63 jours avec 3,2 millions de briques, d'où le surnom pérenne du circuit, The Brickyard (« La briqueterie » en français).
La première course sur 500 milles (804,67 km) se déroule le 30 mai 1911, attirant environ 80 000 spectateurs. Ray Harroun gagna cette course à la vitesse moyenne de 120,060 km/h.

### 1912 aux années 1920: l'âge d'or
La course suivante a lieu en 1912 et est gagnée par Joe Dawson qui profita de la casse mécanique de Ralph DePalma. Trois des courses suivantes sont gagnées par des européens, donnant à la course un caractère international et attirant les pilotes du monde entier.
La course de 1916 est raccourcie à 120 tours, soit 300 milles (482,8032 km), pour plusieurs raisons, dont le manque de participants européens et un manque d'essence, provoqués par la guerre en Europe. En septembre 1916, le circuit accueille durant une journée plusieurs courses de taille différentes : 20, 50 et 100 miles. Ces trois courses (dites Harvest Auto Racing Classic (en)) sont gagnées par Johnny Aitken, sur Peugeot.
Celles de 1917 et 1918 sont annulées, à cause de la Première Guerre mondiale.
Les courses reprennent ensuite, la vitesse moyenne augmentant, et en 1925, alors que Peter DePaolo gagne, les meilleures voitures roulent à une moyenne de 160 km/h.

### Les années 1930
Avec la Dépression, les prix attribués aux vainqueurs sont diminués de plus de moitié. Le règlement s’adapte aussi à la crise pour permettre l’engagement de voitures moins prestigieuses, appelées « junk formula » (« formule au rabais »). Les participations atteignent le nombre record de 42 voitures en 1933. À partir de 1934, c’est 33 pilotes qui participeront à chaque édition, sauf celle de 1947 qui comptera seulement 30 inscrits.
Dès le début des années 1930, les vitesses en augmentation croissante rendent le circuit de plus en plus dangereux, quinze pilotes sont tués entre 1931 et 1935. On commence à bitumer certaines sections du circuit pavé de briques ; d'abord les virages en 1937, puis la presque totalité du circuit en 1938. Le danger n’empêche pas Louis Meyer ou Wilbur Shaw de remporter l’épreuve par trois fois, Shaw la remportant deux fois de suite en 1939 et 1940.

### Années 1940: la vente
Au début des années 1940, le circuit a grandement besoin de travaux. En 1941, la moitié de Gasoline Alley, la ligne des stands, est partie en fumée avant la course. Avec l’implication des États-Unis dans la Seconde Guerre mondiale, l’épreuve des 500 miles de 1942 est annulée dès décembre 1941 et fin 1942, l’interdiction de toutes les compétitions automobiles dans le pays est décrétée jusqu’à la fin de la guerre, et donc pour quatre ans (1942-1945). La piste, plus ou moins laissée à l’abandon pendant la guerre, est en piteux état et naît le projet de vendre l’anneau pour y construire des logements. Le 29 novembre 1944, le triple champion Wilbur Shaw y revient pour effectuer un essai de pneumatiques sur 500 miles pour Firestone. Il est surpris par l’état du circuit et contacte le propriétaire, Eddie Rickenbacker, qui lui annonce que le complexe est à vendre. Shaw cherche des acheteurs, notamment dans l’industrie automobile (lesquels ne sont intéressés que pour en faire un centre d’essais privés), et finit par trouver un homme d’affaires de l’Indiana, Tony Hulman, pour relancer la course mythique des 500 miles. La vente est signée le 14 novembre 1945 pour un prix d’environ 750 000 dollars et des travaux de rénovation sont rapidement menés pour l’organisation de l’édition des 500 miles de 1946.
Depuis, le Speedway n’a cessé de s’améliorer. Des tribunes et des loges ont été construites et modifiées à plusieurs reprises, des musées et d’autres équipements ont été ajoutés.

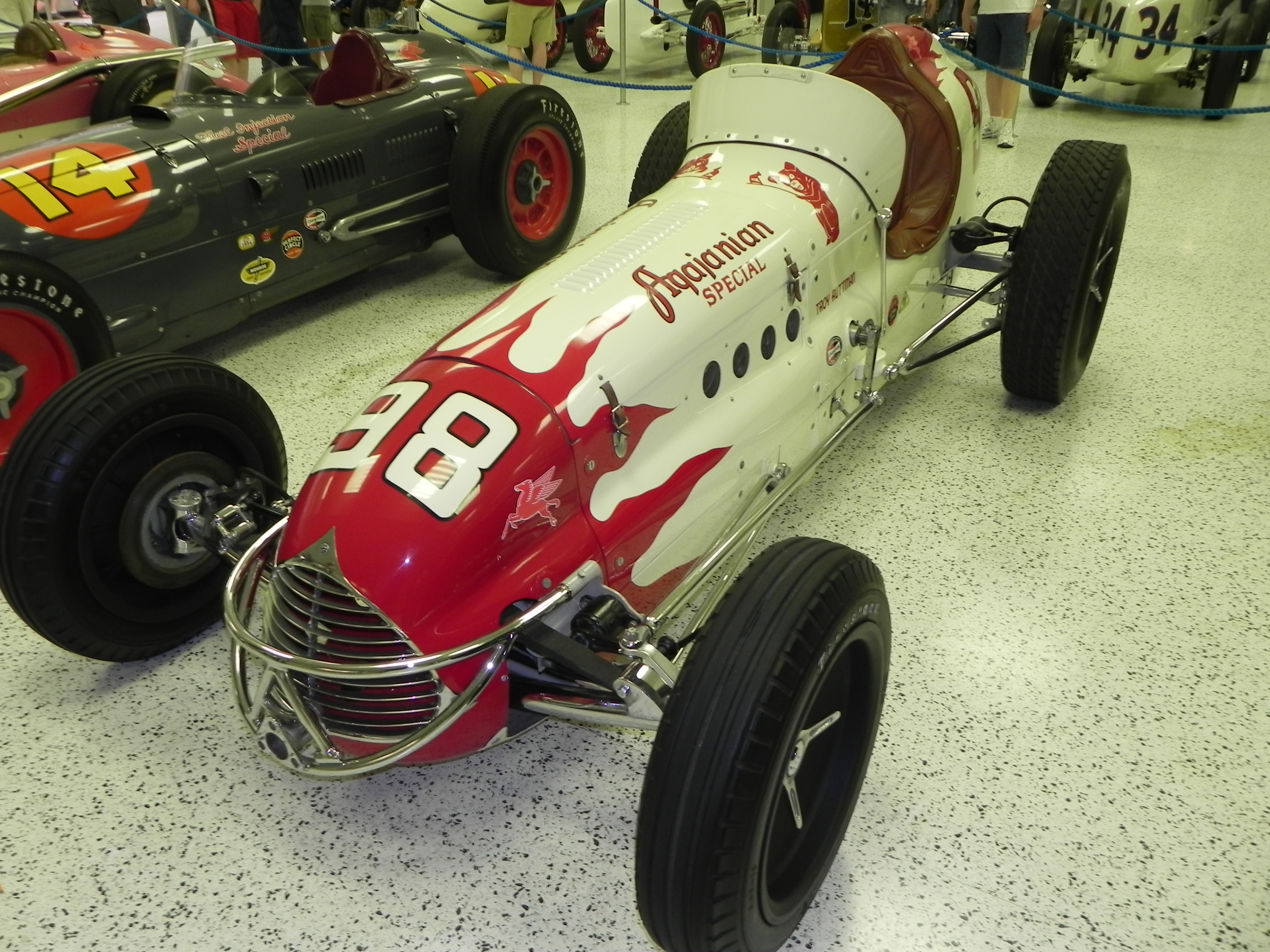
La Kuzma-Offenhauser de Troy Ruttman, exemple de roadster (vainqueur 1952).

### Années 1950: les roadsters
Dans les années 1950, les voitures ont une vitesse maximum de 240 km/h. Les voitures, basses et ramassées, sont appelées des « roadsters ». Les châssis Kurtis, Kuzma, et A. J. Watson dominent l’épreuve, quasiment tous motorisés par les moteurs Offenhauser (appelés familièrement les « Offy »). Le favori des spectateurs est le moteur Novi, un V8 au son très rauque.
La réputation du circuit et des 500 miles en Europe fait que l’épreuve d’Indianapolis devient une course du calendrier du championnat de Formule 1 pendant onze ans, de 1950 à 1960. Aucun des pilotes d’Indy ne courait en F1 et seul Alberto Ascari, pilote F1 sur Ferrari, a participé aux 500 miles en 1952 (abandon). Juan Fangio y a fait des essais en 1958 mais a choisi de ne pas courir.
Les années 1950 furent aussi la période la plus dangereuse du sport automobile. Sur les 33 participants à l’édition de 1953 des 500 miles, seize perdront la vie plus tard dans des accidents en course.

### La révolution du moteur central arrière
En octobre 1961, la piste est entièrement asphaltée à l’exception d’une bande de 91 cm sur la ligne de départ. Le « Brickyard » fait place au « Yard of Bricks ».
Alors que les pilotes de F1 avaient complètement ignoré les 500 miles quand l’épreuve comptait pour le championnat du monde de Formule 1, ceux-ci affluent sur le Speedway dans les années 1960, apportant avec eux l’architecture imposée par Cooper et qui avait révolutionné la F1 quelques années plus tôt : la propulsion avec moteur central arrière. À partir de la victoire de Jim Clark en 1965, toutes les voitures victorieuses aux 500 miles seront à moteur arrière. Graham Hill gagne l’année suivante à sa première participation et celui-ci deviendra le seul pilote à remporter la triple couronne (championnat du monde des pilotes, 500 miles, et 24 Heures du Mans).

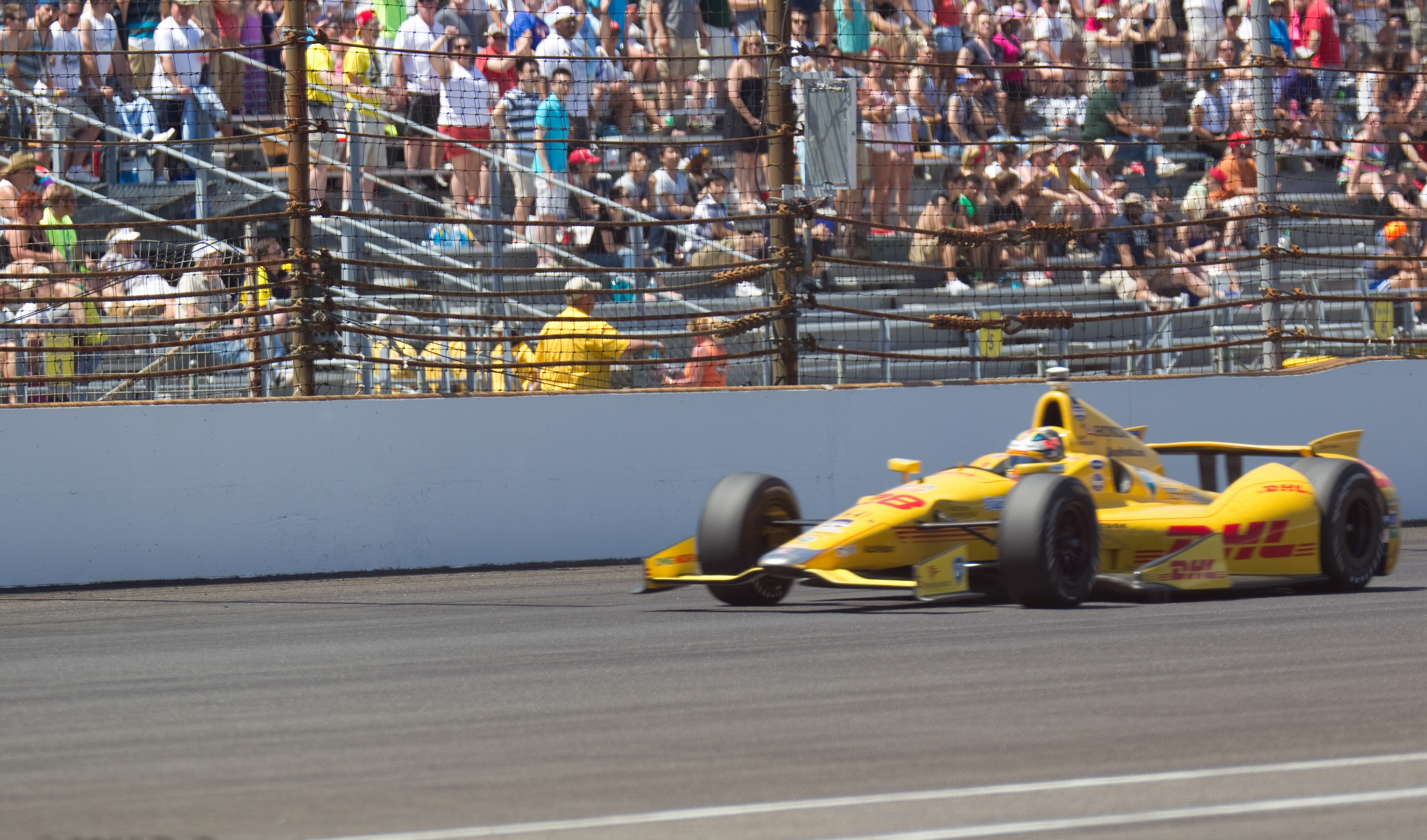
Une monoplace de l'édition 2014.

Des pilotes américains comme A. J. Foyt, Mario Andretti, et Bobby et Al Unser se distinguent dans les années 1960 et 1970. Foyt et Al Unser deviendront quadruple champions.
Dans les années 1970, le complexe se dote d’un parcours de golf et d’un hôtel.
Les années 1980 apportent une nouvelle génération de voitures avec Rick Mears réalisant sa qualification à la moyenne de 355 km/h en 1989. Les stars de la décennie seront Danny Sullivan, Bobby Rahal, et le vétéran de la F1 Emerson Fittipaldi.
Au début des années 1990, Arie Luyendyk remporte l'épreuve en établissant un record qui tiendra pendant près d'un quart de siècle : il a fini la course à la moyenne générale de
299,307 km/h, record qui ne sera battu qu'en 2013 par Tony Kanaan, avec une moyenne de 301 km/h. En 1991, Mears devient le troisième quadruple champion.
Les 500 miles connaissent un profond changement en 1996, devenant une épreuve de l'Indy Racing League, série rivale du CART.

## NASCAR
Entre 1919 et 1993, seule l'épreuve des 500 miles était organisée sur le circuit. Après que Tony George hérita du circuit il introduisit la NASCAR en 1994 (Allstate 400 at The Brickyard, une course de 400 miles), puis l'International Race of Champions (IROC) en 1998.

## Formule 1

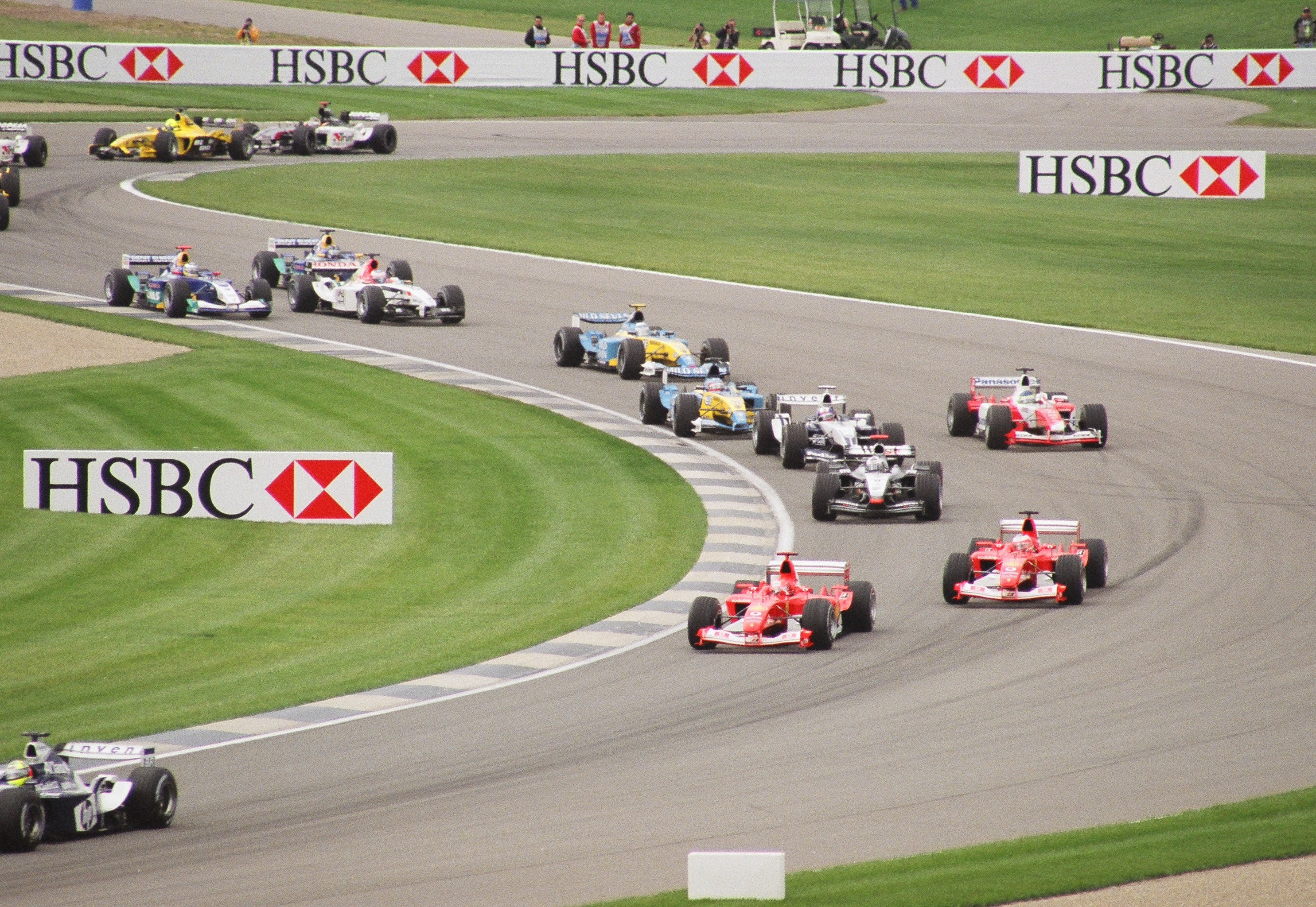
Les voitures dans la partie intérieure (Infield) du circuit peu après le départ du GP 2003.

Après avoir été sauvé de la démolition par Wilbur Shaw en 1945, l'Indianapolis Motor Speedway accueillit la manche américaine du Championnat du monde de Formule 1 de 1950 à 1960, organisée en inscrivant la course des 500 miles d'Indianapolis au calendrier du championnat de Formule 1. L'épreuve américaine conservait son propre règlement et était disputée par tous les pilotes américains qui ne participaient pas aux autres épreuves du calendrier de la Formule 1.
Des Grand Prix ont par la suite été organisés aux États-Unis dans différentes villes (Phoenix, Watkins Glen, Las Vegas) jusqu'en 1991. En 1998, Tony George, propriétaire du championnat IRL et de l'Indianapolis Motor Speedway conclut un accord avec la FOA pour organiser un Grand Prix à Indianapolis. Après deux ans de travaux pour la rénovation du circuit et la construction d'une nouvelle piste adaptée à la Formule 1, eut lieu, en 2000, une course qui connut un grand succès. L'année suivante, en 2001, le succès fut encore plus important (185 000 spectateurs), et ce, bien que la course, qui se déroulait alors en septembre, fut le premier événement sportif majeur se déroulant sur le territoire américain après les attentats du 11 septembre 2001.
À la différence des courses se disputant sur l'ovale (500 miles, Nascar), pour la Formule 1, les voitures tournent dans le sens des aiguilles d'une montre. Cela rend le Grand Prix des États-Unis très inhabituel parmi les compétitions automobiles nord-américaines. Mais en cela, la Formule 1 respecte la pratique générale appliquée sur la grande majorité des circuits.
Lors du Grand Prix 2005, les pneus fournis par Michelin s'avèrent ne pas résister aux contraintes du circuit : les deux Toyota sont victimes de rupture du pneu arrière gauche, provoquant la sortie de Ralf Schumacher et l'arrêt de Ricardo Zonta, et il s'avère que les pneus de toutes les voitures chaussant du Michelin présentent les mêmes amorces de ruptures. Le fournisseur de pneu ne parvient pas à corriger le problème, et il est demandé à la FIA d'ajouter une chicane dans le virage relevé no 13, une courbe très rapide et en appui. Le président de la FIA, Max Mosley, refuse, et après le tour de formation, toutes les écuries équipées par Michelin, se retirent de la course pour raison de sécurité. Seulement six voitures (celles des écuries équipées par le manufacturier japonais Bridgestone) prennent donc part au Grand Prix 2005. Les services scientifiques de Michelin émirent l'hypothèse que les ruptures étaient causées par une entrée en résonance provoquée par un traitement de rainurage de la piste (dit « diamond grounding ») fait pour en augmenter l'adhérence.
Il s'ensuit une parodie de course, qui provoque la colère du public américain, mettant en cause l'avenir de la Formule 1 à Indianapolis. Néanmoins, la course a eu lieu en 2006, le 2 juillet, au cours du weekend de la fête nationale (Independence Day), avec la participation — pour la première fois depuis celle de Michael Andretti en 1993 — d'un pilote américain, Scott Speed, pilotant pour la nouvelle écurie Toro Rosso.
Pendant le Grand Prix 2006, le grand patron de la Formule 1, Bernie Ecclestone, a déclaré que cela lui était égal qu'il y ait ou qu'il n'y ait pas de Grand Prix sur le territoire américain, mais qu'il ne refuserait pas les offres intéressantes.
Le 12 juillet 2007, Tony George a annoncé que la F1 ne reviendrait pas à Indianapolis en 2008, sans écarter la possibilité d'un retour dans le futur.
Des trois événements majeurs qui se déroulent sur le circuit, le Grand Prix des États-Unis de Formule 1 était celui qui générait le plus de revenus pour l'économie locale, ceci étant dû à la venue de nombreux spectateurs étrangers ainsi qu'aux dépenses engagées par les sponsors à gros budgets de la F1.

## MotoGP
Un deuxième Grand Prix des États-Unis de MotoGP s'est tenu pour la première fois sur le circuit d'Indianapolis le 14 septembre 2008,. Des modifications ont été apportées au tracé routier (piste F1) sur lequel les motos tournent dans le sens anti-horaire. La piste, d'une longueur de 4,186 kilomètres (2,6 mi) avec seize virages, n'utilise pas la portion du fameux banking. Les travaux de modification ont été terminés en mai 2008, avant la tenue des 500 miles.

## IndyCar Series

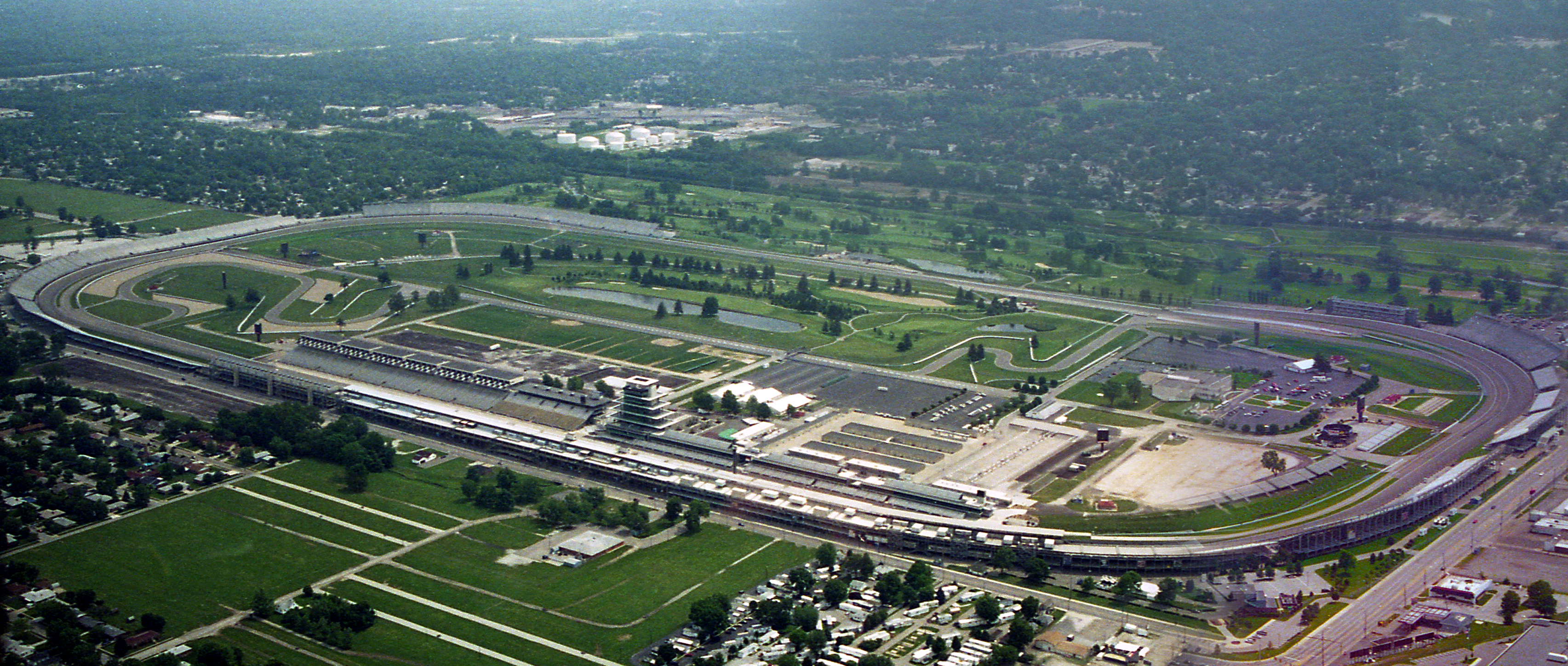
Indianapolis Motor Speedway.

Le circuit routier du Grand Prix d'Indianapolis accueille l'IndyCar Series et l'Indy Lights, pour la première fois de son histoire, le 10 mai 2014, deux semaines avant les Indianapolis 500. Simon Pagenaud est le premier vainqueur (82 tours, soit 321,85 kilomètres (199,99 mi), en 2 heures et 4 minutes). En Indy Lights, Luiz Razia et Brabham remportent chacun une course.

### Courses de soutien pour l'Indianapolis 500 et l'Allstate 400
En 2003, La Menards Infiniti Pro Series, une ligue mineure de l'IRL, crée l'histoire puisque la Futaba Freedom 100 (en) devient la première course (autre qu'une course de 500 miles) disputée en mai, celle-ci étant déplacée du dernier weekend de qualification au dernier essai du vendredi avant la course des 500 miles.
L'Allstate 400 sur le circuit Brickyard n'a actuellement aucune course de soutien officiel. Entre 1998 et 2003, un événement IROC est créé pour soutenir la course. Depuis 1982, le circuit proche de l'Indianapolis Raceway Park (en) a accueilli la course des NASCAR Busch Series, et se déroule la nuit précédente depuis la création de l'Allstate 400 en 1994. Depuis 1996, une course de Craftsman Truck Series se déroule également sur l'Indianapolis Raceway Park. Depuis 2001, les qualifications pour l'Allstate 400 se déroule le dimanche soir et la course de Busch Series le samedi soir.

## Courses en 2006
- 90e Indianapolis 500 - 28 mai - IndyCar Series Gagnant : Sam Hornish Jr.
  - Freedom 100 (en) - Indy Pro Series Gagnant : Wade Cunningham
- Grand Prix automobile des États-Unis - 2 juillet - FIA Championnat du monde de Formule 1 2006 Gagnant : Michael Schumacher
  - Super Coupe Porsche Michelin - Gagnant : Richard Westbrook (les deux courses)
  - Formule BMW États-Unis - Gagnants : Robert Wickens et Stefano Coletti
  - Liberty Challenge - Indy Pro Series Gagnant : Alex Lloyd
- Allstate 400 at The Brickyard - 6 août - NASCAR Nextel Cup

## Records
Indianapolis 500
| Type          | Distance           | Date        | Pilote        | Vitesse moyenne (mph / km/h) |
| ------------- | ------------------ | ----------- | ------------- | ---------------------------- |
| Essais        | 1 tour (2,5 miles) | 10 mai 1996 | Arie Luyendyk | 239,260 / 385,052            |
| Qualification | 1 tour (2,5 miles) | 12 mai 1996 | Arie Luyendyk | 237,498 / 382,216            |
| Qualification | 4 tours (10 miles) | 12 mai 1996 | Arie Luyendyk | 236,986 / 381,392            |
| Course        | 500 miles          | 27 mai 1990 | Arie Luyendyk | 185,981 / 299,307            |

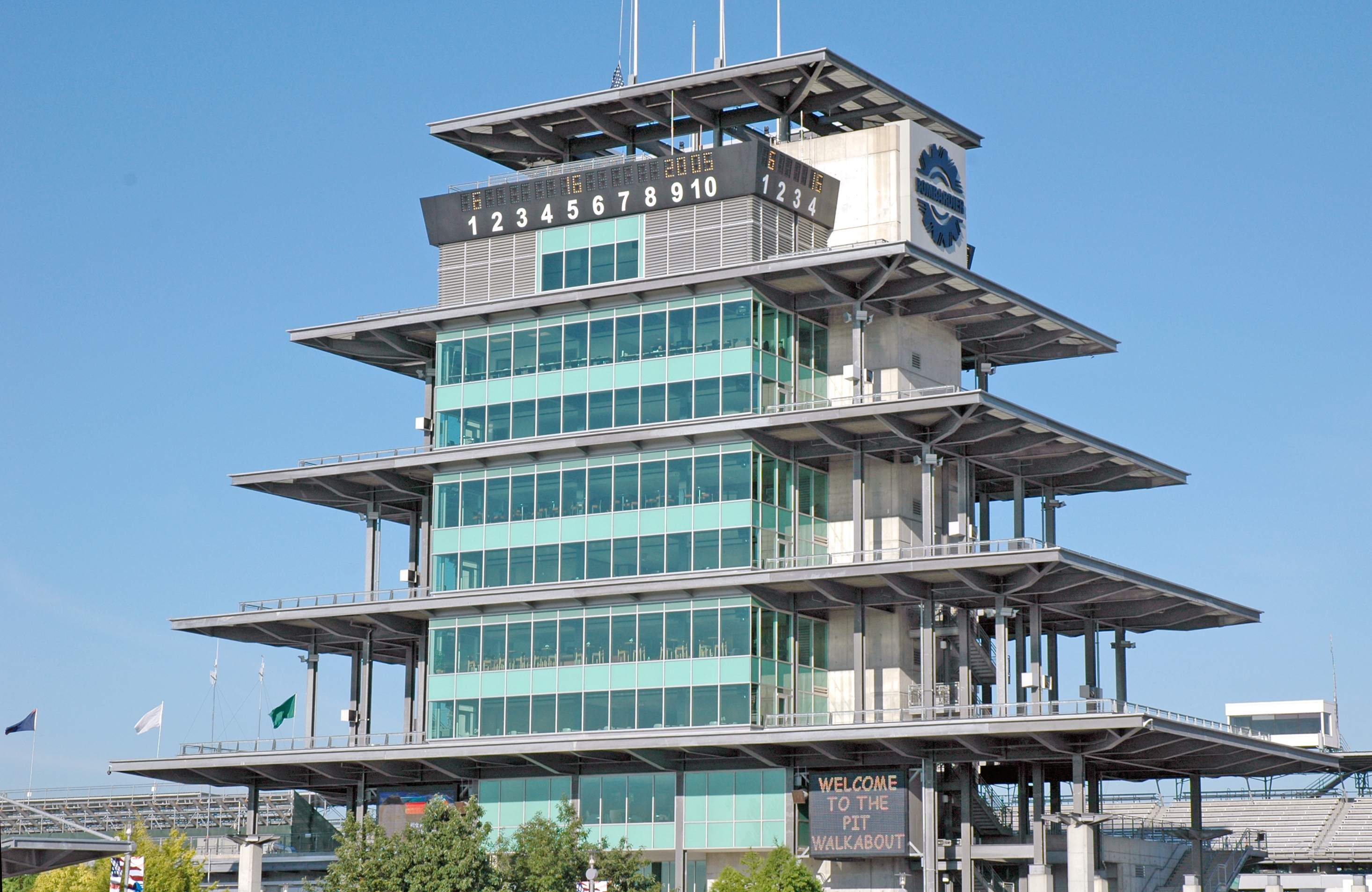
La Pagode, tour de contrôle de course.

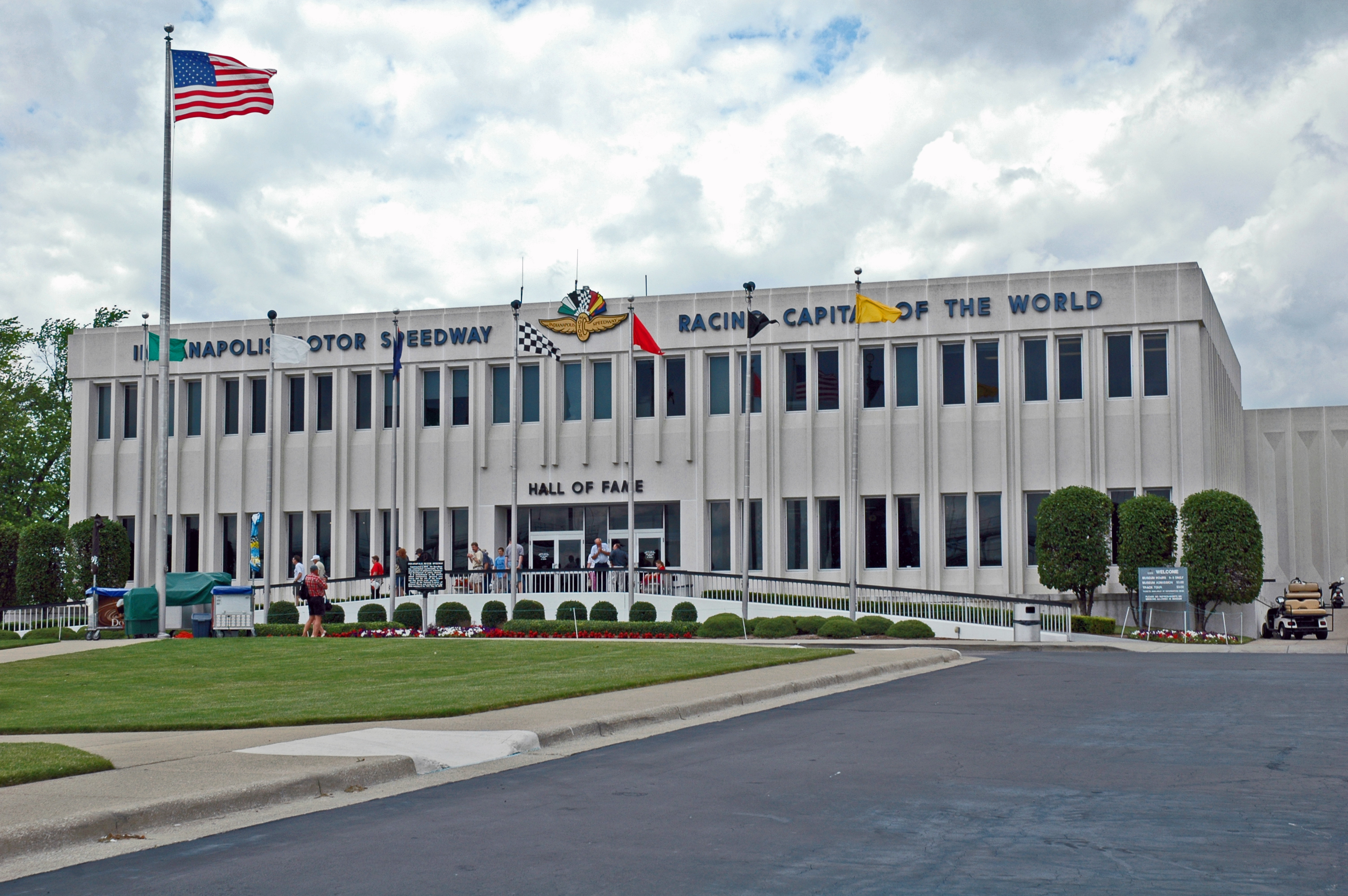
Le Hall of Fame, musée du circuit.

Allstate 400 at the Brickyard (Nascar)
| Type          | Distance           | Date        | Pilote        | Vitesse moyenne (mph / km/h) |
| ------------- | ------------------ | ----------- | ------------- | ---------------------------- |
| Qualification | 1 tour (2,5 miles) | 7 août 2004 | Casey Mears   | 186,293 / 299,782            |
| Course        | 400 miles          | 5 août 2000 | Bobby Labonte | 155,912 / 250,893            |

Grand Prix des États-Unis de Formule 1
| Type          | Distance | Date         | Pilote             | Temps               |
| ------------- | -------- | ------------ | ------------------ | ------------------- |
| Qualification | 1 tour   | 19 juin 2004 | Rubens Barrichello | 1 min 10 s 223      |
| Course        | 73 tours | 19 juin 2005 | Michael Schumacher | 1 h 29 min 43 s 181 |

### Autres records
- Bien que décédé prématurément à 33 ans, Johnny Aitken est le pilote ayant remporté le plus de courses organisées sur l'Indianapolis Motor Speedway (IMS) : 15 (devant Ray Harroun, 8 entre 1909 et 1911).
- Aitken est aussi le seul coureur à avoir gagné des courses à chacun des quatre weekends de compétition organisés entre 1909 et 1910 sur l'IMS, avant la toute première course des 500 miles d'Indianapolis proprement dite en 1911.
- Aitken est encore le pilote ayant disputé le plus de courses sur l'IMS : 41 (le suivant étant A. J. Foyt, avec 36 compétitions de 1958 à 1994).

## Dimensions de l'ovale
- Longueur totale de l'ovale : 4,022 kilomètres (2,5 mi).

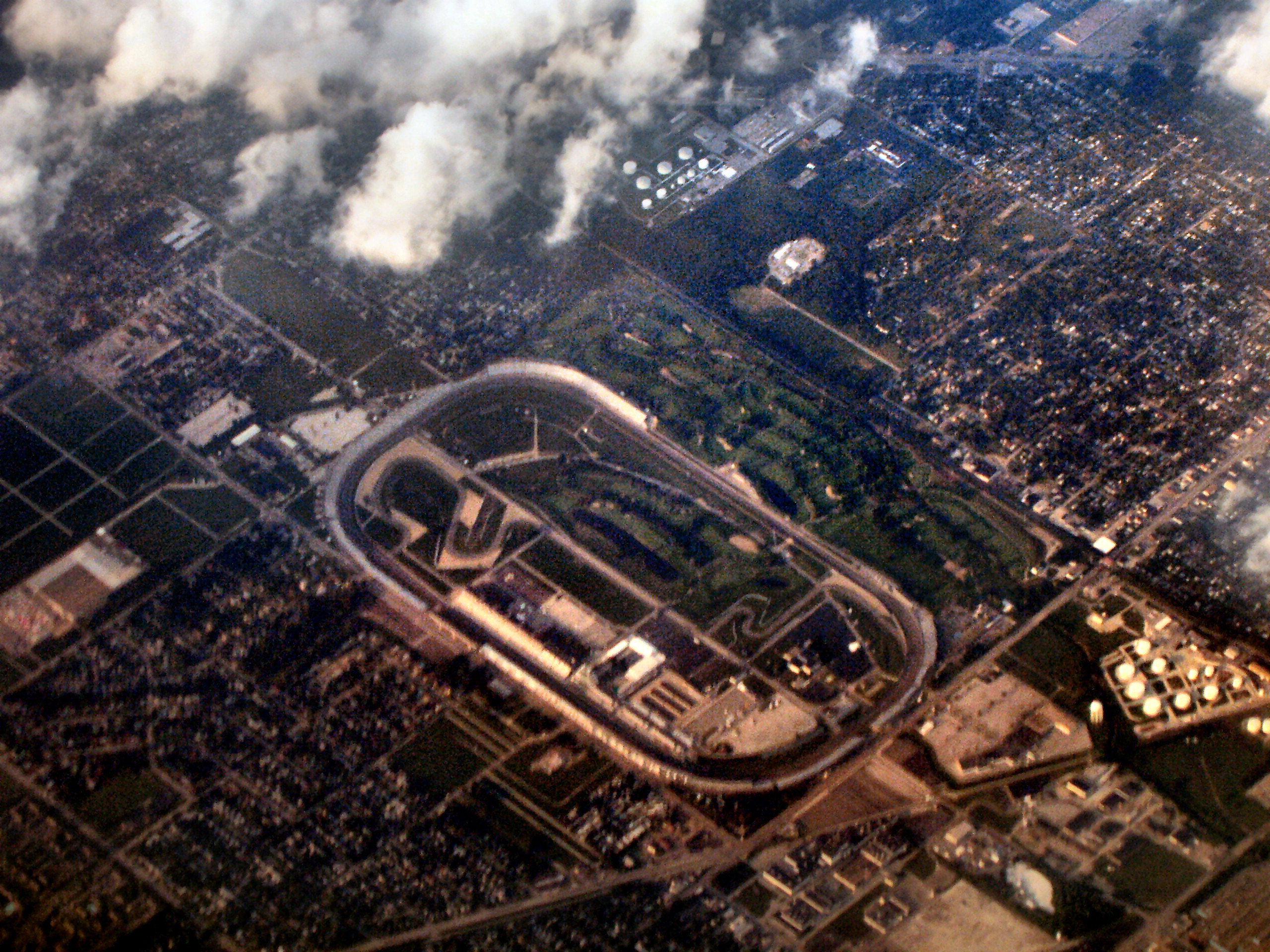
Le circuit vu du ciel.

  - Longues lignes droites : 2 × de1 006 mètres.
  - Courtes lignes droites : 2 × 201 mètres.
  - Virages : 4 × 402 mètres.
    - Inclinaison des virages : 9,2°
- Largeur de la piste : 15,24 mètres (lignes droites), 18,29 mètres (virages).

## Revêtement

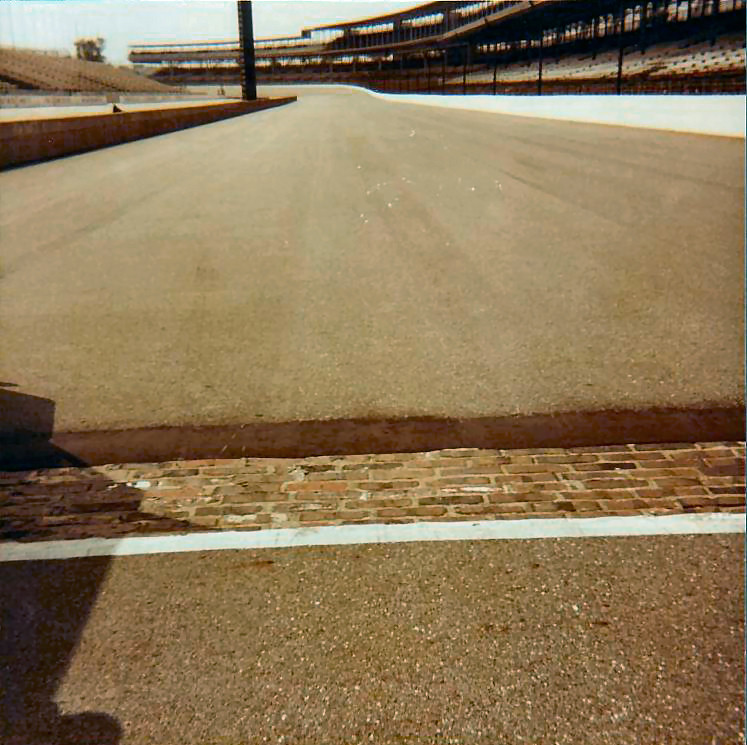
La ligne de départ et son Yard of Bricks.

Initialement bitumé, le circuit est entièrement pavé de briques dès l'automne 1909. Puis les virages sont asphaltés en 1937, et l'ensemble du circuit est bitumé en 1938, à l'exception de la partie centrale de la ligne droite principale (côté stands). En octobre 1961, cette partie est couverte, en conservant une bande transversale de 3 pieds (0,91 m) de la piste en briques, à l'endroit même de la ligne de départ (cette particularité est appelée le « Yard of Bricks »).